# Xã Otter Creek, Quận Tama, Iowa
Xã Otter Creek (tiếng Anh: Otter Creek Township) là một xã thuộc quận Tama, tiểu bang Iowa, Hoa Kỳ. Năm 2010, dân số của xã này là 305 người.